# Henrik Kildentoft
Henrik Kildentoft (født 18. marts 1985) er dansk tidligere fodboldspiller. Hans sidste klub var Næstved Boldklub. Han spiller højre back og midterforsvarforsvar. 

## Karriere

### Brøndby IF
Kildentoft blev i efteråret 2004 rykket op i Brøndby IF's førsteholdstrup. I foråret 2005 debuterede han i Superligaen i en 2-0-sejr over Viborg FF den 16. april 2005, da han efter 82 minutter afløste Johan Elmander. Da han havde et halvt år tilbage af sin kontrakt skiftede han i 2007 til FC Nordsjælland, der angiveligt betalte 500.000 kr for forsvarsspilleren.I sin tid i Brøndby IF var han med til at vinde "the Double", i 2005 dog med for få kampe til at blive registreret. I 2006 blev det til sølvmedaljer med klubben, han spillede for i 10 år, og endeligt vandt han guld i Royal League i 2006-07

### FC Nordsjælland
I 2007 skiftede Kildentoft til FC Nordsjælland, hvor han spillede frem til januar 2013. I alt blev det til 155 kampe i alle turneringer for den nordsjællandske klub. I sin tid i klubben var han med til at vinde to pokaltitler i 2010 samt igen året efter 2011 og det danske mesterskab i 2011/12.

### FK Haugesund
Den 27. januar 2013 meddelte FC Nordsjælland, at man havde solgt Kildentoft til den noske Tippeliga-klub FK Haugesund, hvor han har fået en treårig kontrakt. Her var han med til at sikre Haugesund deres første medaljer i klubbens historie med en flot bronze plads.

### Hønefoss BK
Han var i foråret 2014 udlejet, og da FK Haugesund valgte at fritstille ham, skiftede han den 1. august 2014 på en fri transfer til Hønefoss BK. Han scorede sit første mål for klubben den 14. september i en 4-1-sejr over HamKam.

### Vendsyssel FF
I december 2014 skiftede Kildentoft til Vendsyssel FF efter flere ugers forhandlinger, hvor han skrev under på en etårig kontrakt.

### Næstved Boldklub
Den 8. juli 2015 blev det offentliggjort, at Henrik Kildentoft havde skrevet under på en kontrakt med den danske klub, Næstved Boldklub.
Den 18. august 2017 i en alder af 32 år blev det offentliggjort, at Kildentoft stoppede karrieren grundet vedvarende rygproblemer.